# Joan Vila Dilmé
Joan Vila Dilmé (Castellfollit de la Roca, Girona, Cataluña, 26 de septiembre de 1965) es un celador, auxiliar de enfermería y asesino en serie. Conocido como ‘’El Celador de Olot’’ y también como ‘’El ángel de la muerte’’, es el autor de once asesinatos confesos cometidos entre agosto de 2009 y octubre de 2010 a ancianos de entre 80 y 96 años de la residencia geriátrica Fundació La Caritat de Olot.
En 2014 fue condenado por el Tribunal Supremo de España a 127 años y medio de cárcel por gerontocidio múltiple con técnicas que hacían agonizar brutalmente a sus víctimas. Se le considera el criminal con más asesinatos cometidos en España durante el siglo XXI y el cuarto asesino en serie de la historia del país.

## Biografía

### Infancia y juventud
Joan Vila Dilmé nació en Castellfollit de la Roca (La Garrocha, Cataluña) en 1965, en el seno de una familia obrera que trabajaba en el sector de los embutidos. De carácter asocial, sedentario y con poca práctica para los estudios, la prensa que relató el caso lo describía como un joven sin un entorno social sólido y con una fuerte inseguridad personal por su acné, su indefinición sexual y de género, y con un temblor de manos significativo. Una vez reconocidos los asesinatos, Vila reconoció que durante toda su infancia y juventud se había sentido como una mujer en el cuerpo de un hombre y que su homosexualidad también influyó en sus hábitos. Los psiquiatras confirmaron estos hechos como un sentimiento de ansiedad vital.

### Trayectoria profesional previa al gerontocidio masivo
Durante un tiempo, Vila se recluyó en un pequeño apartamento familiar de Castellón de Ampurias, donde podía mantener su anonimato. Posteriormente, abrió en Figueras la peluquería ‘’Tons Cabell-Moda’’ que, poco tiempo después, tuvo que cerrar, posiblemente por una estafa por parte de su socio. Tras este acontecimiento, entró en una espiral de cambios de trabajo constantes, pasando por un negocio de plásticos, por el sector textil y por la restauración en el Casino de Peralada, así como por una pista de esquí o por cursos formativos de cocina, quiromasaje, moda y reflexología.
Tras formarse en diferentes oficios, Vila consiguió un contrato en la pequeña residencia geriátrica privada El Mirador de Banyoles, donde ejerció por primera vez como celador durante ocho meses. Tanto el personal del centro como los residentes o valoraron positivamente como una persona afectuosa y atenta. Durante un breve periodo de tiempo trabajó en el centro psiquiátrico de Salt, justo antes de ser contratado por La Caritat de Olot, donde cometió el gerontocidio masivo.

### Perfil psiquiátrico adulto
Pasada la treintena, la sintomatología mental de Joan Vila se acentuó de forma negativa. Sufría ataques de ansiedad, tenía una autoestima muy baja y seguía siendo excesivamente influenciable. Fumador empedernido, fue diagnosticado con trastorno obsesivo-compulsivo, algo que empeoró su temblor y sudor de manos, lo cual le preocupaba de forma especial. Además, consumía muchas bebidas energéticas, a veces mezcladas con ansiolíticos y alcohol. Era un maniático del orden y seguía una rutina alimentaria compulsiva.
Paralelamente, Vila empezó a desarrollar una afición inaudita por la tanatopraxia y el maquillaje y la indumentaria de los fallecidos, algo que se demostraría durante la etapa en la que cometió los hechos criminales y que los Mozos de Escuadra detectaron en el disco duro de su ordenador personal tras ser detenido. Adquirió también múltiples libros sobre fenómenos paranormales, la muerte y la tanatopraxia, a través de su vínculo con una peluquera del barrio. Empezó a ser medicado bajo supervisión psiquiátrica y, más adelante, tras ser encarcelado por los crímenes, le fue diagnosticado un trastorno obsesivo-compulsivo con brotes depresivos.

## Hechos criminales de Olot

### Primeros asesinatos (Agosto de 2009 - Septiembre de 2010)
A principios de 2006, tras haber trabajado en Bañolas y en Salt, Joan Vila fue contratado como auxiliar de enfermería en la residencia geriátrica Fundació La Caritat de Olot. En ese momento, el centro estaba dirigido por uno de sus psicólogos, Joan Sala, que no vio ningún peligro en el nuevo celador. Sus turnos se dividían entre los días festivos y los fines de semana, por lo que trabajaba en horas con poca afluencia de personal.
El inicio de los asesinatos múltiples tuvo lugar tres años y medio después de que empezara a trabajar en el centro, en agosto de 2009. Vila cometió sus primeros asesinatos con dos métodos iniciales diferentes: el primero, un cóctel de barbitúricos y fármacos que trituraba, mezclaba con agua y administraba a la víctima por vía oral; el segundo, empleado con los ancianos que eran diabéticos, consistía en administrar una sobredosis de insulina por vía intravenosa. Estos asesinatos se cometieron de forma muy espaciada en el tiempo, cada dos o tres meses hasta el otoño de 2010, y durante la muerte, muchos familiares relataron que su sufrimiento fue agónico, incluso sangrando por la boca. Las víctimas eran en su mayoría mujeres de entre 80 y 96 años. Hasta ese momento, Vila había asesinado a Rosa Barbures Pujol, Francisca Matilde Fiol, Teresa Puig Boixadera, Isidra García Aseijas, Carme Vilanova Viñolas, Lluís Salleras Claret, Joan Canal Julià y Montserrat Canalias Muntada.

### Últimos asesinatos (Septiembre y octubre de 2010)
Desde 2006 hasta el momento previo a los tres últimos gerontocidios, el celador se lamentaba con el resto del personal del geriátrico de que «todas las ancianas se me mueren a mí». El resto del personal del centro coincidió en afirmar que Vila era un trabajador ejemplar, eficiente y atento con todas las personas internadas en el geriátrico. Además, dedicaba muchos esfuerzos a arreglar a las víctimas fallecidas y le gustaba contarle a las familias con detalle en qué circunstancias se había producido el fallecimiento. A finales de septiembre, Vila empezó a tener un cambio de carácter y a mostrarse más intransigente y violento. Afirmaba que estaba harto de las personas mayores y que quería cambiar de trabajo para dedicarse a la tanatopraxia. Tras el asesinato de Joan Canal Julià, que se produjo el 19 de septiembre de 2010, Vila obligó a una compañera de trabajo a entrar en la habitación del difunto.
Sus últimos asesinatos se produjeron de forma muy consecutiva: entre el 12 y el 17 de octubre, asesinó a Sabina Masllorens Sala (el 12 de octubre), Montserrat Guillamet Bartolich (el 16 de octubre), y Paquita Gironès Quintana (tan solo un día después, el 17 de octubre). Como consecuencia de su incremento de violencia, el celador cambió de táctica en estos tres crímenes, empleando una mucho más cruel y agónica: les hacía beber lejía o les inyectaba ácido desincrustante y otras sustancias corrosivas en la boca con una jeringa de grandes dimensiones. Esta técnica mataba a las víctimas con un largo e intenso dolor provocado por las graves quemaduras internas de hipoclorito de sodio en el esófago, las mucosas internas y los pulmones. A lo largo de esa semana, Vila confesó en el juicio que había estado bebiendo vino con Coca-Cola durante 10 días. Por lo que respecta a la víctima Sabina Masllorens Sala, más adelante, Vila reconoció que tras matarla llegó a casa, se duchó y se puso a ver la tele sin remordimientos. Acudió al tanatorio para su velatorio, donde estuvo animando a la familia durante mucho rato, tanto que incluso lo invitaron a quedarse en el velatorio con el núcleo familiar más íntimo.

### La última víctima: Paquita Gironès Quintana

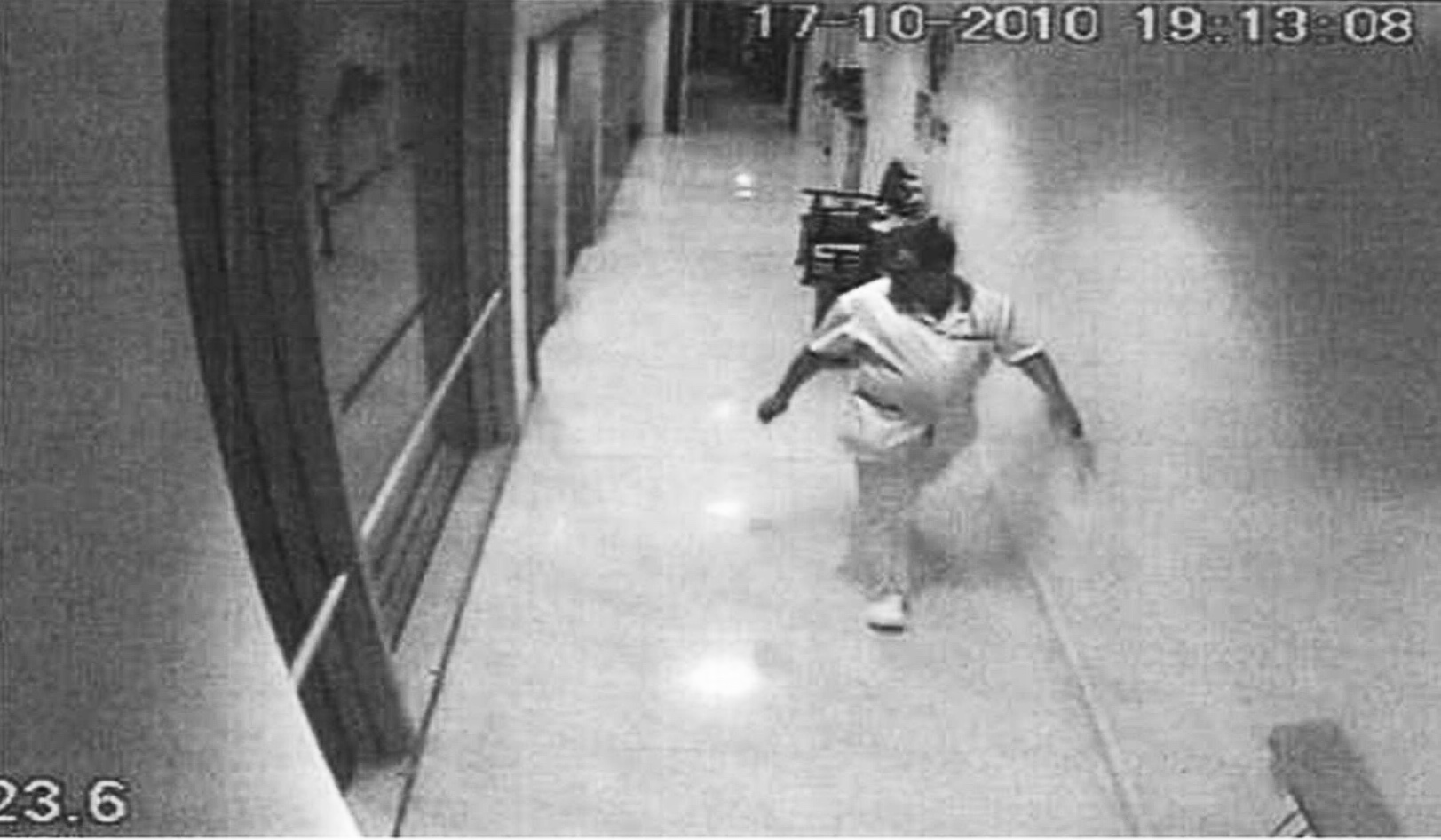
Joan Vila i Dilmé momentos antes de cometer el asesinato de Paquita Gironès Quintana en La Caritat. Este registro de las cámaras de seguridad por parte de los Mozos de Escuadra fueron una de las pruebas que permitieron que el asesino confesara los hechos.

La última víctima mortal de Joan Vila, Paquita Gironès Quintana, fue quien generó las primeras sospechas de su asesino y su cadáver fue el detonante para su detención. Gironès era una viuda sin hijos y con episodios de demencia senil. Llevaba internada en La Caritat desde hacía varios años y desarrolló una relación muy tensa con Vila, a quien intentó denunciar durante más de un mes por malos tratos. Si bien se refería a él como «malnacido», ni el personal del centro ni su sobrina le hicieron caso. Del mismo modo, durante la investigación policial y el juicio, se pudo confirmar que Vila había trasladado a Gironès en silla de ruedas a una sala del geriátrico donde no había cámaras de videovigilancia. Tras ese momento, la mujer apareció con una herida en la cara y varios hematomas en el pecho, empezando a afirmar que Vila la quería matar.
La noche del 17 de octubre, y según la declaración del celador, Vila había estado bebiendo durante todo el día cava y vino con Coca-Cola, con una actitud pletórica tras el asesinato del día anterior. Tras haberla escuchado toser, Vila se dirigió a la habitación de Paquita Gironès. Al ver que la anciana mostraba signos de desorientación y dificultades para respirar, se dirigió al almacén de limpieza y llenó una jeringa con uno de los productos que ahí encontró, un desincrustante ácido, que administró en la boca de la señora. Gironès empezó a toser y a expulsar el líquido, hecho por el cual decidieron trasladarla al hospital donde falleció.

### Detención
Los asesinatos de Joan Vila fueron descubiertos de forma fortuita y a raíz del análisis forense del cadáver de Paquita Gironès Quintana. El médico forense que revisó la víctima en el hospital, donde había fallecido, se negó a certificar su muerte natural y avisó a los Mozos de Escuadra, la noche del 18 de octubre. El equipo de investigación liderado por el inspector Josep Monteys llegó a la conclusión de que la ingesta de ácido desincrustante que había matado a Gironès no había sido voluntaria, por lo que alguien se lo había suministrado y que podía tratarse de un homicidio. Los Mozos de Escuadra, revisando las cámaras de seguridad de La Caritat, vieron que el celador se había encerrado en el cuarto de limpieza durante los momentos previos al crimen. Tras interrogar a todo el personal trabajador del centro geriátrico, la policía fingió tener más información de la que realmente tenía. Durante el interrogatorio a Joan Vila, este confesó sus dos primeros crímenes, fue detenido y puesto a disposición del juez.

## Juicio por los crímenes de Olot

### Confesión y exhumaciones judiciales
En los días posteriores a su detención, cuando fue puesto a disposición judicial al Juzgado de Instrucción de Olot, Joan Vila confesó la autoría de las muertes de las tres últimas víctimas: Sabina Masllorens Sala, Montserrat Guillamet Bartolich y Paquita Gironès Quintana. El asesino relató que la muerte de las tres ancianas le hizo sentir «como si fuera Dios» y que el sufrimiento que les infligió con las sustancias corrosivas había sido tan solo «un grano de arena comparado con la plenitud de su muerte». El juez, ante esta declaración, decretó cárcel provisional comunicada y sin fianza por tres delitos de asesinato. El celador fue internado en el Centro Penitenciario Brians 1 de Barcelona.
Un mes después, el celador solicitó nuevamente una comparecencia voluntaria ante el juzgado para confesar que, en total, había matado a 11 personas mayores durante su estancia laboral en el geriátrico La Caritat. Inicialmente, su abogado, Carles Monguilod, que siempre confesó tener una relación excelente y muy afable con su cliente, intentó justificar si los asesinatos habían sido una estrategia de eutanasia por parte de Vila para reducir el sufrimiento de sus víctimas. El juez decretó la exhumación de otros cadáveres víctimas para su autopsia, dado que de los 56 fallecimientos que se habían producido desde que el celador había empezado a trabajar en La Caritat, 27 se habían producido en sus turnos (el 48,2%). Meses después, en febrero de 2011, los resultados del Instituto Nacional de Toxicología de Cataluña y los del Instituto de Medicina Legal de Cataluña, ambos solicitados por el juez, no pudieron esclarecer si otras víctimas habían sido asesinadas con barbitúricos, incluso las que Vila había confesado haber envenenado, en vista del alto grado de descomposición de los cadáveres. De este modo, no se pudo llegar a determinar nunca si el número de asesinatos fue realmente superior o no.

### Juicio en la Audiencia Provincial de Gerona
El juicio empezó el 27 de mayo de 2013 en la Audiencia Provincial de Gerona. Confeso de once crímenes pero afirmando que no quería herir a las ancianas y que le calmaba verlas difuntas, Joan Vila se enfrentó, inicialmente, a una pena de más de 200 años de cárcel por once delitos de asesinato, los tres últimos con el agravante de ensañamiento. La acusación sostuvo que el asesino aprovechaba los momentos en los que había muy poco personal en el centro y que las víctimas mortales, de edad muy avanzada, se encontraban indefensas y solas en sus habitaciones.
El juicio duró dos semanas y en él participaron más de 120 testimonios y peritos. Por lo que respecta a la evaluación psiquiátrica, el coordinador de la Unidad de Hospitalización Psiquiátrica de Cataluña, Álvaro Muro, declaró en el juicio que el acusado era una personas bondadosa con la gente de su entorno, pero que su soledad e introversión lo habían convertido, de forma progresiva, en una persona más peligrosa. A pesar del tratamiento psiquiátrico que había recibido en los primeros años, el resto de peritos que lo evaluaron afirmaron que Vila no era ni un psicópata, ni padecía de personalidad múltiple ni no sabía distinguir entre el bien y el mal, por lo que no había motivos para apelar a estas cuestiones como atenuantes de los asesinados.

### Sentencia final y ratificación del Tribunal Supremo español

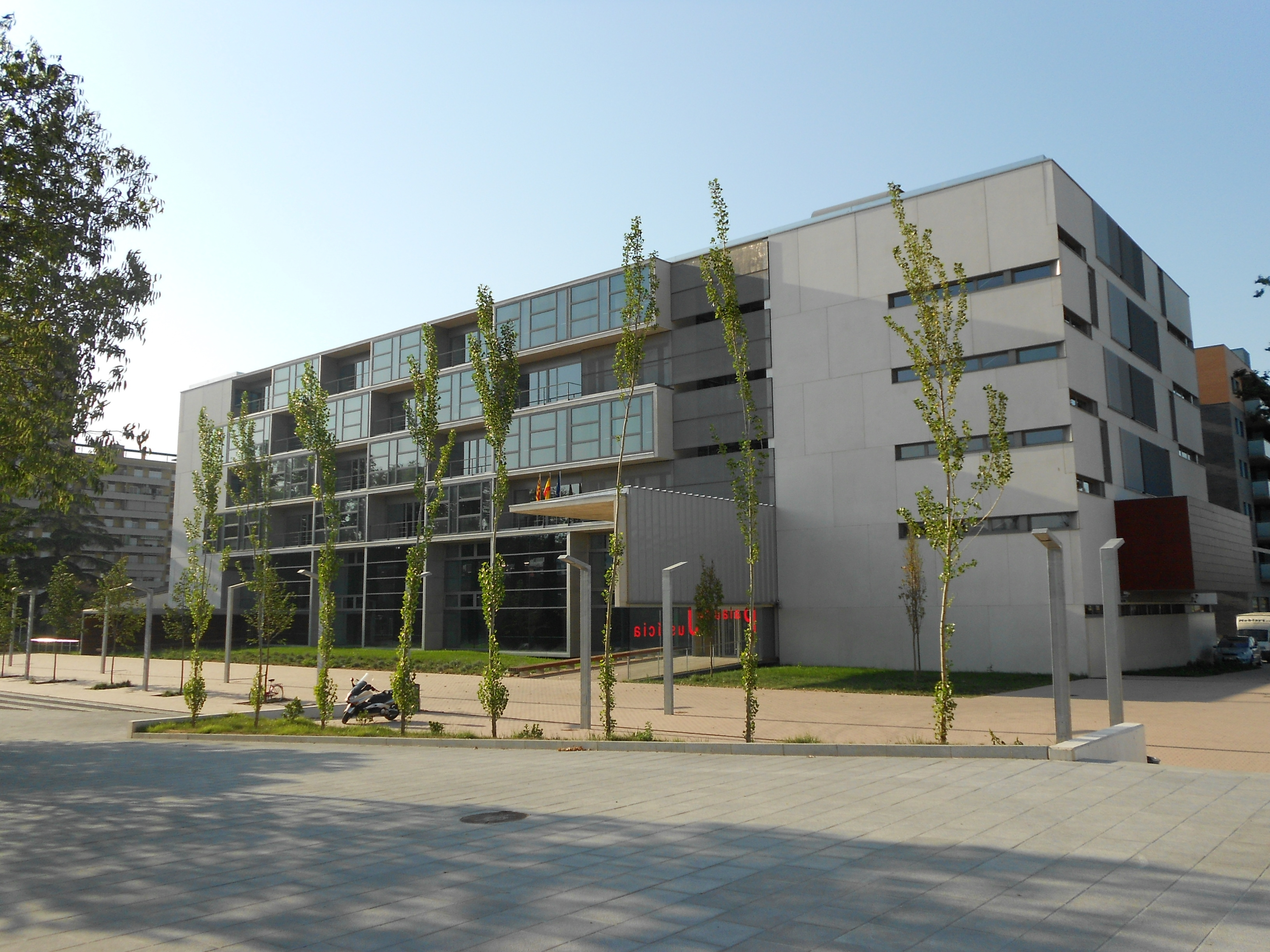
La Audiencia Provincial de Gerona condenó al celador de Olot a 127 años y medio de cárcel y a una indemnización de 369.000 de euros por el asesinato con traición de once ancianos (nueve mujeres y dos hombres).

El 21 de junio de 2013, la Audiencia Provincial de Gerona, a través de un jurado popular formado por cinco hombres y cuatro mujeres, sentenció a Joan Vila, que en ese momento tenía 47 años, a una pena de 127 años y medio de cárcel por el asesinato de once personas con el agravante de traición y, en tres de ellos, con el de ensañamiento. Por lo que respecta a los primeros diez asesinados, las penas impuestas oscilaron entre los diez y los trece años de cárcel con el atenuante de confesión. Sin embargo, para la última víctima, Paquita Gironès Quintana, se le aplicó la pena máxima de veinte años y diez meses por causa de los agravantes de traición y crueldad, eximiendo al asesino del posible atenuante muy cualificado de confesión. En total, de los 194 años de cárcel posibles, el culpable fue sentenciado a 127 años. Adicionalmente, se le prohibió acercarse a menos de 100 metros o a comunicarse con cualquiera de las familias de las víctimas mortales durante un periodo de 10 años. Si bien la pena impuesta fue de 127 años, la estancia máxima establecida por la normativa penal en estos casos es de 40 años de cárcel, a los que se decidió aplicar los beneficios penitenciarios de la pena global, hecho que retrasaría su salida de la cárcel, establecida en el Centro Penitenciario Puig de les Basses en Figueras. 
En términos económicos, el importe de las indemnizaciones totales por los asesinatos cometidos ascendió a los 369.000 euros en concepto de responsabilidad civil derivada del delito. Además, el juicio también impuso parte de este importe al centro geriátrico La Caritat de Olot basándose en un artículo del Código Penal que explicita que las personas jurídicas titulares de un establecimiento donde un trabajador ha cometido un delito también son responsables civiles subsidiarios. No obstante, esta indemnización económica, de entre 6.000 y 39.000 euros según la vinculación de cada víctima con sus familias, fue asumida por la aseguradora Zurich Insurance Group.
La defensa de Joan Vila interpuso un recurso ante el Tribunal Superior de Justicia de Cataluña alegando que se había vulnerado la presunción de inocencia de su cliente, pues se le condenó utilizando únicamente la confesión como prueba y los análisis de las autopsias habían sido inconcluyentes. No obstante, el Tribunal confirmó la sentencia y las penas el 24 de febrero de 2014. Tiempo después, el recurso de casación que también interpuso la representación de Vila ante el Tribunal Supremo de España fue desestimado el 10 de octubre de 2014 por la Sala Segunda (Sala de lo Penal) de este órgano. El Tribunal Supremo, además, impuso unos gastos de recurso a la defensa y le recriminó que durante los juicios admitiera once crímenes y, tras la condena, pusiera ocho en duda.